# Алескерова, Франгиз Рустам кызы
Франгиз Рустам кызы Алескерова (азерб. Firəngiz Rüstəm qızı Ələsgərova; 5 февраля 1903, Зангезурский уезд — 10 мая 1974, Мир-Баширский район) — советский азербайджанский хлопковод, Герой Социалистического Труда (1948).

## Биография
Родилась 5 февраля 1903 года в селе Айыбазар Зангезурского уезда Елизаветпольской губернии (ныне село Айбасар Лачинского района Азербайджана).
В 1930—1974 годах колхозница, звеньевая и бригадир колхоза «Правда» (бывший имени Кагановича) Мир-Баширского района Азербайджанской ССР. В 1947 году получила высокий урожай пшеницы — 92,1 центнера с гектара на площади 3 гектара.
Указом Президиума Верховного Совета СССР от 10 марта 1948 года за получение в 1947 году высоких урожаев хлопка Алескеровой Франгиз Рустам кызы присвоено звание Героя Социалистического Труда с вручением ордена Ленина и золотой медали «Серп и Молот».
Активно участвовала в общественной жизни Азербайджана. Член КПСС с 1949 года.
Скончалась 10 мая 1974 года в селе Кочерли Мир-Баширского района.